# Fàbrica modernista Norvic
La Fàbrica modernista Norvic és una obra de Cornellà de Llobregat (Baix Llobregat) inclosa a l'Inventari del Patrimoni Arquitectònic de Catalunya.

## Descripció
Fàbrica de tres naus disposades en forma d'u. Dues petites oposades perpendicularment a la més gran. La construcció és d'estructura i materials senzills, una sola planta per a les naus petites, dues per a la gran transversal i maó com a material principal de construcció, combinat amb llosetes de pedra, vidre i teula àrab a les cobertes a dues aigües de cada nau.
A manca de notícies històriques, només es pot datar l'edifici per l'estil. Malgrat la senzillesa de les formes, el modernisme és palès en la mobilitat en les superfícies reforçada per l'alternança de materials artesanals (maó) i nobles com la lloseta. Els dibuixos fets de maó a la cornisa, els falsos finestrals de les façanes del carrer, les finestres que imiten rosasses són d'un decorativisme propi del modernisme.